# Retratos (programa de televisão)
Retratos foi um programa de televisão brasileiro, do tipo talk show, apresentado por Clodovil Hernandes e
exibido pela CNT,  de segunda a sábado, das 20h às 21h.. 
Foi o quarto programa do apresentador dentro da rede CNT, ao longo da década de 1990. O programa era gravado pela "CNT Gazeta", então afiliada da CNT em São Paulo.
Gravado no então Teatro Jardel Filho (depois Teatro Antonio Fagundes),  o programa teve seu nome foi escolhido por sugestão do próprio Clodovil, que prometeu "entrevista densa, além do humor na abertura e no encerramento, uma seriedade bem-humorada". O público-alvo do programa era "a dona de casa que não queria assistir às novelas nem aos noticiários".
Clodovil assinou contrato com a CNT Gazeta de um ano para apresentar Retratos, ao mesmo tempo em que processava a emissora desde 1994 por meses de salários atrasados de dois programas anteriores na emissora, Clodovil Abre o Jogo (1992-93) e Clodovil em Noite de Gala (1993-94). Durante esse intervalo de afastamento da CNT, Clodovil trabalhou por alguns meses para o canal Rede Mulher, onde apresentou o programa Clodovil entre outubro de 1995 e março de 1996. 
Pelo novo contrato de 1996 com a CNT, em fase de "rusgas esquecidas", Clodovil apresentava o programa Retratos na semana e, aos domingos, continuava com seu programa musical ao vivo Noite de Gala, gravado em Curitiba, no Paraná, porque acreditava que dessa maneira estava "ajudando a empresa a lhe pagar" a dívida antiga.

## Programa
No início de julho de 1996, para a estréia programada de Retratos, Clodovil buscou locações especiais buscando "confrontar o sofisticado e o popular", entrando na Catedral de Notre Dame em Paris, na França, e saindo pela Catedral da Sé em São Paulo. O programa estreiou no dia 29 de julho de 1996, entrevistando personalidades como a cantora Nana Caymmi e a escritora Zélia Gattai, além de naquela semana ter entrevistado a apresentadora Hebe Camargo, os atores Paulo Autran e Regina Dourado, e Isabel de Orléans e Bragança, uma neta da Princesa Isabel do Brasil.
O programa era dividido em quatro blocos de quinze minutos, balanceando a entrevista com uma personalidade, com tiradas de humor, demonstrando suas habilidades como estilista e tecendo comentário sobre fatos do dia. 
Em Retratos, Clodovil entrevistou o regente Isaac Karabtchevsky; o cartunista Ziraldo; o jornalista Bóris Casoy.
Em agosto de 1996, trabalhando em Retratos na semana e aguardando sua volta em Noite de Gala aos domingos, Clodovil afirmou que estava "menos ferino" com seus entrevistados, dizendo que tudo o que queria era "paz e amor" e não saber de "bololô" com ninguém mais, desejando falar tudo o que sentia e não ser econômico nas palavras. Atribuiu esse mudança, bem como sua saída da CNT no final de 1994, a um desfecho amoroso que teve, do qual se recuperou viajando a Paris, para "chorar na beira do Sena".

## Fim
Em outubro de 1996, em clima de incertezas, Clodovil já estava fora do ar de Retratos, que passou a ser reprisado no ar pela CNT. Naquele mês, o diretor do programa, Billy Bond, também havia se desligado voluntariamente do programa por falta de pagamento pela emissora. Em 1997, a CNT oficializou que não tinha interesse em renovar o trabalho de Clodovil naquele ano, e o estilista ameaçava novo processo judicial.
Em 1998, Clodovil ganhou um programa novo, Clodovil Soft, na Rede Bandeirantes.